# Idaea consanguiberica
Idaea consanguiberica là một loài bướm đêm trong họ Geometridae.